# DDRGK1
DDRGK1 (англ. DDRGK domain containing 1) – білок, який кодується однойменним геном, розташованим у людей на короткому плечі 20-ї хромосоми. Довжина поліпептидного ланцюга білка становить 314 амінокислот, а молекулярна маса — 35 611.
| 10         |  | 20         |  | 30         |  | 40         |  | 50         |
| ---------- |  | ---------- |  | ---------- |  | ---------- |  | ---------- |
| MVAPVWYLVA |  | AALLVGFILF |  | LTRSRGRAAS |  | AGQEPLHNEE |  | LAGAGRVAQP |
| GPLEPEEPRA |  | GGRPRRRRDL |  | GSRLQAQRRA |  | QRVAWAEADE |  | NEEEAVILAQ |
| EEEGVEKPAE |  | THLSGKIGAK |  | KLRKLEEKQA |  | RKAQREAEEA |  | EREERKRLES |
| QREAEWKKEE |  | ERLRLEEEQK |  | EEEERKAREE |  | QAQREHEEYL |  | KLKEAFVVEE |
| EGVGETMTEE |  | QSQSFLTEFI |  | NYIKQSKVVL |  | LEDLASQVGL |  | RTQDTINRIQ |
| DLLAEGTITG |  | VIDDRGKFIY |  | ITPEELAAVA |  | NFIRQRGRVS |  | IAELAQASNS |
| LIAWGRESPA |  | QAPA       |  |            |  |            |  |            |

A: Аланін

D: Аспарагінова кислота

E: Глутамінова кислота

F: Фенілаланін

G: Гліцин

H: Гістидин

I: Ізолейцин

K: Лізин

L: Лейцин

M: Метіонін

N: Аспарагін

P: Пролін

Q: Глутамін

R: Аргінін

S: Серин

T: Треонін

V: Валін

W: Триптофан

Кодований геном білок за функцією належить до фосфопротеїнів. 
Задіяний у такому біологічному процесі, як альтернативний сплайсинг. 
Локалізований у ендоплазматичному ретикулумі.